# Exposant d'Ångström
Pour les articles homonymes, voir Ångström (homonymie).
L'exposant d’Ångström (parfois aussi appelé coefficient d’Angström) est le nom de l'exposant dans la formule habituellement utilisée pour décrire la dépendance de l'épaisseur optique (appelée aussi profondeur optique en astrophysique) d’un aérosol (ainsi que son coefficient d'extinction ou d’atténuation) avec la longueur d'onde.

## Théorie
Dépendante de la distribution de taille des particules, la dépendance spectrale de l’épaisseur optique de l’aérosol est donnée approximativement par la formule :
{\displaystyle {\frac {\tau _{\lambda }}{\tau _{\lambda _{0}}}}=\left({\frac {\lambda }{\lambda _{0}}}\right)^{-\alpha }}
où {\displaystyle \tau _{\lambda }} est l’épaisseur optique à la longueur d'onde {\displaystyle \lambda }, et {\displaystyle \tau _{\lambda _{0}}} est celle à la longueur d'onde de référence {\displaystyle \lambda _{0}}.
En principe, si l’épaisseur optique a une longueur d’onde donnée et l’exposant d’Ångström sont connus, l’épaisseur optique peut être calculée à une longueur d’onde différente.

## Mesures et estimations en pratique
En pratique toutefois, les mesures d’épaisseurs optiques sont réalisées à deux longueurs d’onde différentes dans un intervalle limité, et le coefficient d’Ångström est estimé à partir de ces mesures en utilisant cette formule. L’épaisseur optique peut alors être dérivée à toutes les autres longueurs d’onde, dans l’intervalle de validité de cette formule.
À partir des mesures d’épaisseur optiques {\displaystyle \tau _{\lambda _{1}}\,} et {\displaystyle \tau _{\lambda _{2}}\,} prises aux deux longueurs d’onde distinctes {\displaystyle \lambda _{1}\,} et {\displaystyle \lambda _{2}\,} respectivement, le coefficient d’Ångström est donné par :
{\displaystyle \alpha =-{\frac {\log(\tau _{\lambda _{1}}/\tau _{\lambda _{2}})}{\log(\lambda _{1}/\lambda _{2})}}}

## Importance et utilisations
L’exposant d’Ångström est inversement lié à la taille moyenne des particules de l’aérosol : plus les particules sont petites, plus l’exposant est élevé. Par conséquent, l’exposant d’Ångström est une quantité utile pour estimer la taille des particules des aérosols atmosphériques ou des nuages, ainsi que la dépendance à la longueur d’onde des propriétés optiques des aérosols et nuages.
Par exemple, les gouttelettes présentes dans les nuages, habituellement de larges tailles et donc d’exposant d’Ångström très faible (proche de zéro), est spectralement neutre, ce qui signifie par exemple que l’épaisseur optique ne change pratiquement pas avec la longueur d’onde.
Ce n’est toutefois plus vrai en cas de pollution atmosphérique par des poussières très fines, qu'elles soient d'origine naturelle ou humaine, telles que les cendres volcaniques, celles émises par certains feux de brousse ou incendies de forêts, les pollens naturels en certaines saisons, ou encore les sables soulevés par le vent sur les zones désertiques sèches, ou telles que les poussières et gouttelettes de pollution (goudrons, particules de carbone, hydrocarbures incomplètement brulés) produites dans les gaz d’échappement, produites par les véhicules à moteur terrestres, l'aviation en haute altitude, les incinérateurs et centrales thermiques, les industries lourdes (notamment les cimenteries, et certaines exploitations minières), et la pratique ancestrale des brulis (pour la déforestation, l’expansion ou la préparation des zones de culture et la fertilisation des sols, très inefficace quant au rendement).
D'autres aérosols moins connus, davantage présents en haute altitude où ils se concentrent parfois en grande quantité, ont pour origine les océans dans les zones chaudes sous l'effet des vents ascendants des ouragans et cyclones, et contiennent des particules de sel marin, d'une taille très variable pouvant aller de cristaux presque invisibles de 60 microns de diamètre à des grains et billes de 16 millimètres dans les plus hautes altitudes. Ils modifient sensiblement la composition des nuages, modifient leur capacité calorifique, et perturbent de façon considérable les cycles hydriques au sein des nuages à toutes les latitudes du globe, en favorisant la condensation de l'eau à leur surface ou en empêchant la cristallisation et le gel de l'eau aux températures modérées des moyennes altitudes ou en favorisant leur fonte en basse altitude. 
Ce coefficient est maintenant estimé de façon routinière en analysant les mesures de radiations acquises sur les plateformes du Système mondial des systèmes d’observation de la Terre (GEOSS), telles que AErosol RObotic NETwork (AERONET) conduit par la NASA aux États-Unis et le CNRS en France.
Il varie de façon considérable avec les saisons, selon les zones géographiques et l'altitude d'observation. Pour calibrer les mesures, on utilise des observations des radiations lumineuses du soleil, corrigées des variations diurnes et de l'influence de la couverture nuageuse.
Par exemple, pour l'année 2007, on a pu observer des variations de 0,2 en janvier à 1,0 environ en août au milieu de l'Atlantique (aux Açores), alors qu'il varie de 0,75 en janvier à 1,5 environ en juillet au-dessus de Paris (dans des plages similaires à celles mesurées au milieu de la forêt équatoriale amazonienne). Il est bien plus stable au milieu du Pacifique en zone équatoriale : par exemple à Nauru, les variations de ce coefficient varient de 0,3 à 0,65 en moyenne, avec des pics ne dépassant guère 0,8 en période de plus forte activité cyclonique. Des évènements majeurs comme les immenses incendies de brousse et de forêts et les éruptions volcaniques accroissent le coefficient observé sur des périodes plus longues que les habituels pics saisonniers. Au sud du plateau algérien, à Tamanrasset vers 1400 mètres d'altitude, il est encore plus faible et varie encore moins, autour de 0,1 et 0,35 (avec son pic au milieu de l'hiver).
Ce coefficient est également un bon indicateur de la proportion d'eau précipitable atmosphérique, où la concentration en aérosols joue un rôle maintenant reconnu comme très important. Il permet d'anticiper le volume des précipitations attendues dans une saison, un coefficient plus élevé favorisant la concentration des nuages et des précipitations plus importantes, en fonction de la concentration en eau présente dans l'atmosphère. Les aérosols influent aussi, de façon complexe, sur l'albédo, et les évolutions climatiques à plus long terme, mais leur influence est encore délicate à prendre en compte en raison de la multiplicité des sources, la complexité de leur transport dans la haute atmosphère et de nombreux autres facteurs partiellement corrélés.
Les campagnes de mesure effectuées au niveau mondial doivent servir à établir ces corrélations et mieux comprendre et anticiper les évolutions climatiques, mais souffrent encore de données insuffisantes (hors de l'Amérique du Nord et de l'Europe occidentale où les réseaux de capteurs sont surreprésentés).